# Harold Halibut
Harold Halibut est un jeu vidéo d’aventure conçu, développé et édité par le studio allemand indépendant Slow Bros. Il est sorti le 16 avril 2024 pour la PlayStation 5, Xbox Series et Microsoft Windows. En développement pendant plus de quatorze ans, c'est un jeu en stop motion 3D, réalisé en animation en volume,.

## Accueil

### Critiques
Sur l'agrégateur de notes américain Metacritic, le jeu reçoit un accueil mitigé de 69 % sur Windows et de 71 % sur PlayStation 5. Sur Xbox Series, le score global est un peu meilleur avec 77 %.
Le site web Jeuxvideo.com loue la beauté des décors du jeu et les choix artistiques visuels : « [...] on peut aisément estimer que la patte du jeu est d’une singularité vraiment rafraîchissante ». L'avis concernant la narration est cependant plus négatif.
Plus globalement, selon Courrier international, le jeu est primé pour sa beauté visuel et son originalité mais souffre de problèmes techniques et d'une moins bonne maîtrise au niveau de la narration.

### Distinctions
| Liste des prix et nominations d'Harold Halibut | Liste des prix et nominations d'Harold Halibut | Liste des prix et nominations d'Harold Halibut | Liste des prix et nominations d'Harold Halibut | Liste des prix et nominations d'Harold Halibut |
| Prix                                           | Date                                           | Catégorie                                      | Résultat                                       | Réf.                                           |
| ---------------------------------------------- | ---------------------------------------------- | ---------------------------------------------- | ---------------------------------------------- | ---------------------------------------------- |
| Indie Game Awards                              | 19 décembre 2024                               | Meilleur design visuel                         | Lauréat                                        | [ 5 ]                                          |